# Phyllonorycter troodi
Phyllonorycter troodi is een vlinder uit de familie mineermotten (Gracillariidae). De wetenschappelijke naam is voor het eerst geldig gepubliceerd in 1974 door Deschka.
De soort komt voor in Europa.